# Túndagslátta
Die Túndagslátta (latinisiert Tundagslatta) war ein Flächenmaß neben den Maßen Feralin und Ferfaðmur auf Island. Der Begriff bedeutet wörtlich „Fläche, die man an einem Tag mähen kann“ (zusammengesetzt aus tún Heuwiese, dagur Tag, sláttur Mahd).
- 1 Tundagslatta = 900 Ferfaðmar = 31,914 Ar